# 魚鱗冊

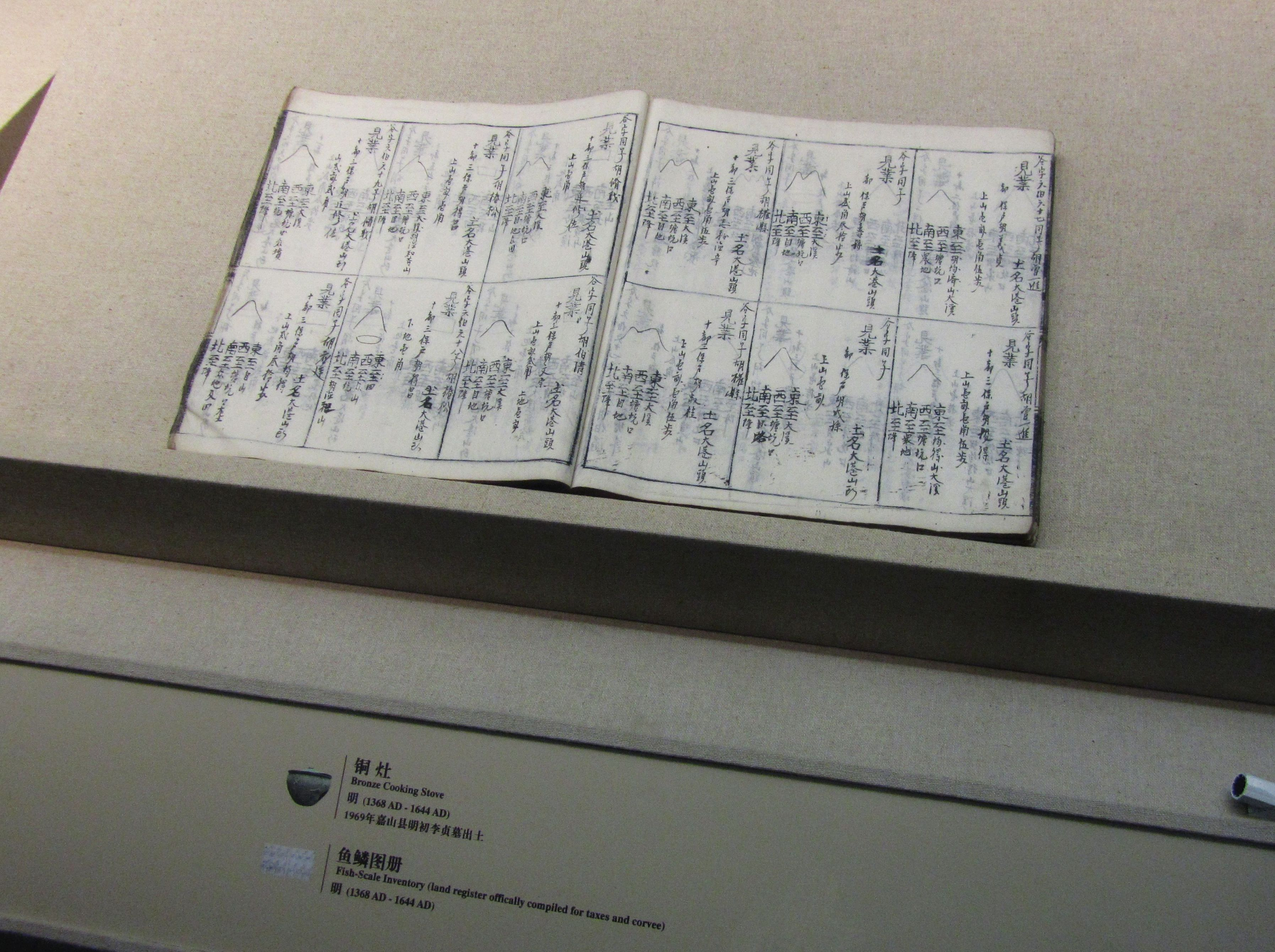
明代鱼鳞册，藏于合肥安徽博物院。

魚鱗冊，又稱鱼鳞图册、鱼鳞图、鱼鳞图籍、鱼鳞簿、丈量冊，是中国古代的一种土地登记簿册，将房屋、山林、池塘、田地按照次序排列连接地绘制，表明相应的名称，是民間田地之總冊。由於田圖狀似魚鱗，因以為名。
魚鱗圖冊目的是為了扶贫抑富，重订赋役，设黄册登记壮丁与田苗，又照度量田苗之图，分区为册，状如鱼鳞，称鱼鳞册，田苗买卖均随时登记，防止地主漏税。

## 由來
魚鱗圖冊的名稱由來，梁方仲整理三種說法，且三說並行不悖，列舉如下：
- 比次若魚鱗而得稱，如《武進縣志》載：「田地以坵相挨，如魚鱗之相比。」又如《學庵類稿》載：「以其比次若魚鱗然而名也。」
- 所繪形狀若魚鱗而得稱，如《實錄》載：「以圖所繪，狀若魚鱗然，故號魚鱗圖冊。」
- 為排列先後才變動而得稱，見《靖江縣志》載：「田有漲壩，時多時寡，不逾年而輒易。……故他邑冊稱鐵板，靖冊獨稱魚鱗，參時勢而先後次之，非一成不易之則也。」又如元人王禕嘗言：「其以田之圖相次而疏其號……曰流水，亦曰魚鱗。」由於軍冊中亦有魚鱗之稱，《會典》略云：「次年該造格眼軍冊、除有見在編軍魚鱗、類姓等冊查算外……」更加強了魚鱗為活冊之義。

## 歷史

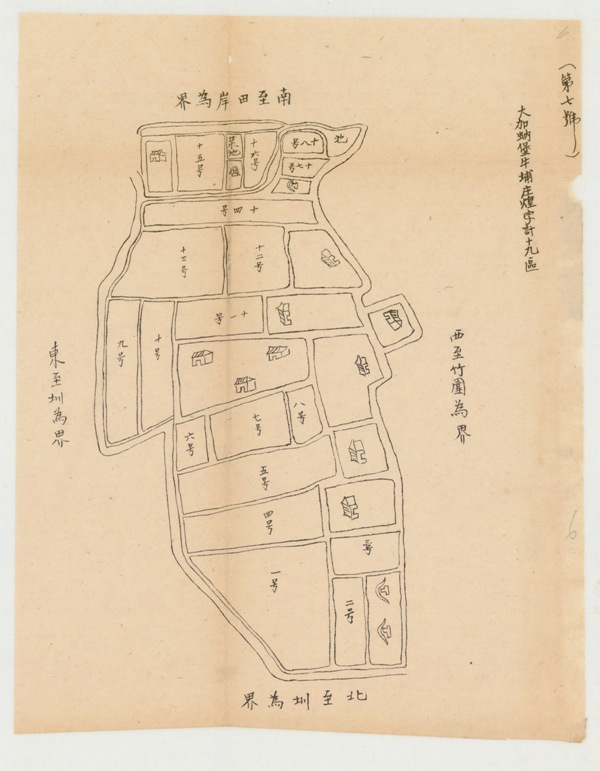
劉銘傳接任臺灣巡撫後，實施「土地清丈」繪製的魚鱗冊

南宋時已有魚鱗冊之名，绍熙元年（1190年）漳州等地即开始编制这种图册，婺州等地区曾经编造。至明初，明朝洪武年间下令各个州县编造，朱元璋派遣周铸等一百六十四人往浙西核实田亩，在松江编制鱼鳞册。洪武二十年全國完成編制，以里為單位，一百一十戶為里。《明史·食货志二》说：“定赋役法，一以黄册为准，册有丁有田，丁有役，田有租”。“鱼鳞册为经，土田之讼质焉，黄册为纬，赋役之法定焉”。黃宗羲 《明夷待訪錄·田制三》：“魚鱗冊字號，一號以一畝準之，不得贅以奇零。如數畝而同一區者，不妨數號；一畝而分數區者，不妨一號。”
明末魚鱗冊已無法真實反映土地現狀，淪為形式。《武清縣志》載正德、嘉靖時，當地魚鱗冊因“胥吏惡之，毀棄殆盡”，還有“搶而鬻之市者”，可見魚鱗冊之淪落。清朝顺治四年（1647年）和康熙二年（1663年）重新编造、补造鱼鳞图册。咸丰八年五月，胡林翼任湖北巡抚稱：“湖北屡经丧乱，鳞册无存，不得不凭总书、册书、里书之颠倒影射。”直至光绪末年，仍然有造册的记录。
近人缪启愉在《武昌田赋之研究》中认为湖北并无鱼鳞图册：“考鱼鳞册仿自南宋州县，间有攒造，未尝遍行。洪武中始励行之。但史书仅明言南畿及浙江成册，未闻他处。万历时虽曾遍造，鄂省曾否完成，恐成问题。盖鱼鳞图之特点在积度弓亩，地次字号。畿浙及湖北同罹洪祸之变，而前者亩号独多并存，后者独并缺之，岂其时未尝图田编册乎?此余疑鄂省前无鱼鳞图者一。再就武昌市底册观之，签条原叠三数分，其册非口可知，但亦不载亩分地号，岂尚有其他底册乎?籍曰有之，若辈又何能十百年独秘亩号，不使阅邑人知?此余疑武昌前无鱼鳞册者又一”

## 后世评价
鱼鳞图册制度，是中国古代社会建立的一种土地赋税管理办法。它的科学性一定程度上帮助统治者了解了地权归属并有效规划了国土，是自然社会资源管理的重大进步。